# Lucifugum
Lucifugum is een blackmetalband uit Oekraïne.

## Leden
Huidige Bezetting
- Khlyst (Igor Naumchuk) – zang (2014-), teksten (1995-), drums (2008-)
- Stabaath (Elena Naumchuk) – zang, gitaar, basgitaar (2004-)

Voormalig
- Bal-a-Myth (R.I.P) - gitaar, basgitaar (1995-2002)
- Faunus – zang (1995-2001)

## Discografie
Albums
- Gates of Nocticula - 1995
- Path of Wolf - 1996
- Through the Indifferent Sky - 1997
- on the sortilage of christianity - 1999
- On hooks to pieces! - 2000
- …and the Wheel keeps crunching… - 2001
- Stigma Egoism - 2002
- …back to chopped down roots - 2003
- Sociopath: philosophy cynicism - 2003
- Vector33 - 2005
- The Supreme Art of Genocide - 2005
- Involtation - 2006
- Sectane Satani - 2007
- Acme Adeptum – 2008
- Xa Heresy - 2010
- Od Omut Serpenti - 2012
- Sublimessiah - 2014
- Agonia Agnosti - 2016
- Infernalistica - 2018
- Tri Nity Limb Ritual - 2020